# Marinus Willett

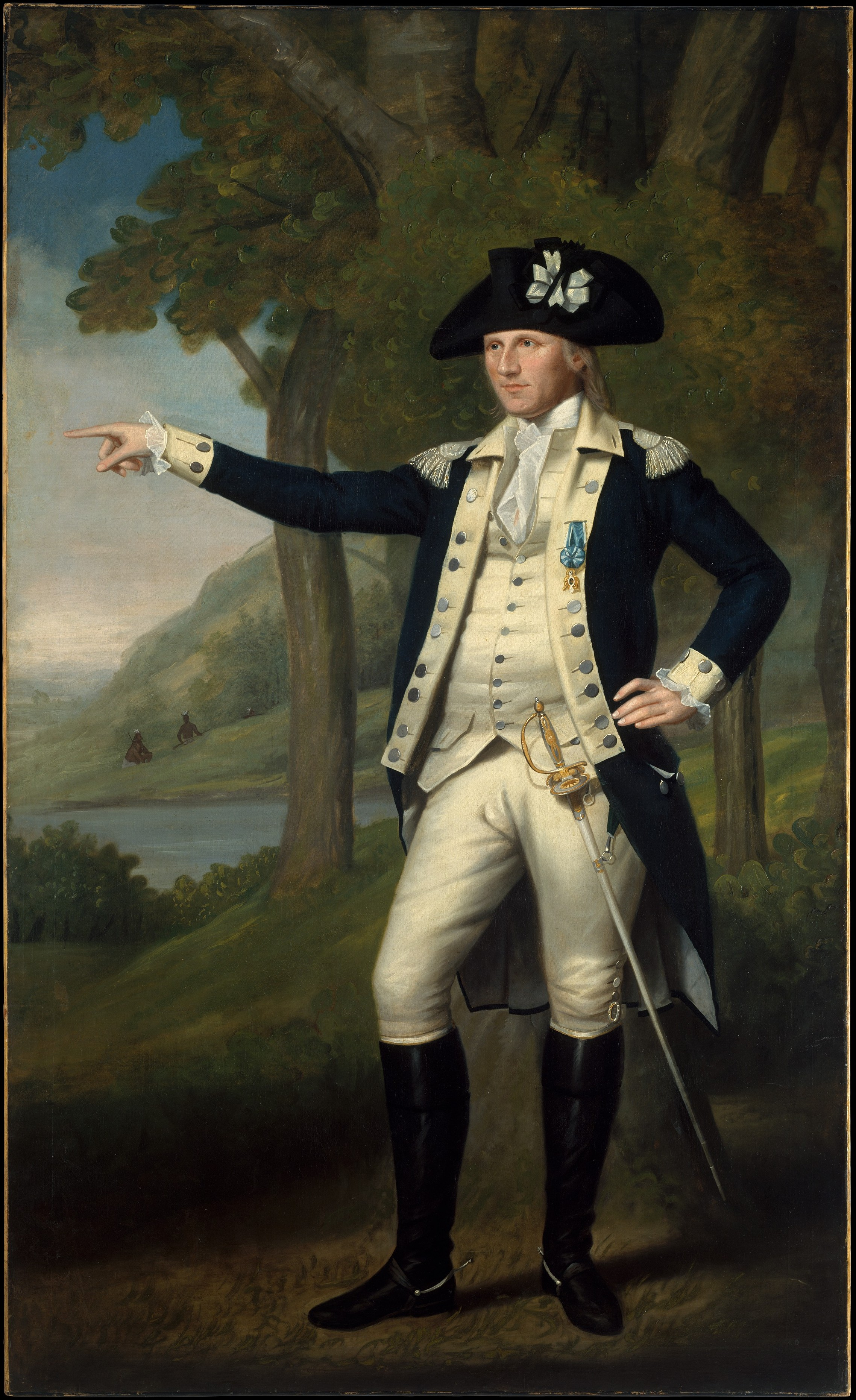
Marinus Willett –
Gemälde von Ralph Earl, Öl auf Leinwand, 1791.
Metropolitan Museum of Art, New York.

Marinus Willett (geboren am 31. Juli 1740 in Jamaica, Long Island; gestorben am 22. August 1830 in New York) war ein amerikanischer Revolutionär, Militär im Unabhängigkeitskrieg und in der frühen Republik dann Politiker der Demokratisch-Republikanischen Partei. 1784–88 sowie 1792–96 war er Sheriff, 1807–08 Bürgermeister der Stadt New York.

## Leben
Willett entstammte einer alteingesessenen New Yorker Familie; sein Urgroßvater Thomas Willett war nach der Eroberung der zuvor niederländischen Stadt durch die Engländer deren erster Bürgermeister (allerdings ist dieses Verwandtschaftsverhältnis unter Historikern umstritten). Über Marinus Willetts frühe Jahre ist wenig bekannt. Er machte noch vor dem Krieg eine Tischlerlehre, heiratete die Tochter seines Meisters und machte sich schließlich als Handwerker selbständig. In jungen Jahren trieb ihn offenbar auch ein religiöser Eifer um. Er wechselte beständig zwischen den verschiedenen protestantischen Sekten und nahm stets eine führende Rolle in den jährlichen Feiern zum „Papsttag“ ein, wie der Guy Fawkes Day in den amerikanischen Kolonien hieß.
Im Siebenjährigen Krieg in Nordamerika diente er im britischen Heer und nahm 1758 an der Schlacht von Ticonderoga sowie der Erstürmung des französischen Fort Frontenac teil. Nach dem Krieg begeisterte er sich früh für die Ideen der amerikanischen Revolution und zählte 1765 neben Alexander McDougall, Isaac Sears, John Lamb und Hugh Hughes zu den Gründern der Sons of Liberty in New York und blieb bis zum Ausbruch des Krieges 1775 eine der führenden Gestalten dieser revolutionären Organisation. Schon vor Ausbruch des Unabhängigkeitskriegs war er als Anführer der Sons of Liberty in gewaltsame Auseinandersetzungen mit den Briten verwickelt, so 1770 in der so genannten „Schlacht von Golden Hill.“ 1775 führte er eine Gruppe militanter patriotischer Bürger auf britische Schiffe im Hafen New Yorks, die Lebensmittel und Munition für die britischen Truppen geladen hatten. Im Krieg nahm er dann an zahlreichen Feldzügen teil, so 1775 unter Richard Montgomery an der erfolglosen Invasion Kanadas sowie dem Rückzug der Kontinentalarmee in der Schlacht von Long Island 1776. Bei der Verteidigung von Fort Stanwix und der anschließenden Schlacht von Oriskany 1777 war er der ranghöchste Untergebene des Kommandeurs Peter Gansevoort und führte als solcher den Ausfall der Belagerten auf die britischen Versorgungstruppen aus, der entscheidend zum Scheitern des britischen Saratoga-Feldzugs beitrug. 1778 wurde er zum Oberstleutnant befördert, den Truppen George Washingtons zugeteilt und nahm an der Schlacht von Monmouth teil. Im Jahr darauf führte er neben John Sullivan einen Feldzug gegen die Irokesen. 1780 verließ er die Kontinentalarmee und wechselte in die New Yorker Miliz, für die er bis 1783 die Truppen im Tal des Mohawk führte, wo er die loyalistische Partisanen und mit den Briten verbündete Indianerverbände bekämpfte.
Nach Kriegsende wurde er 1783 ins Unterhaus des Staates New York gewählt, trat aber schon im Februar 1784 von seinem Mandat zurück, als er zum Sheriff des New York County ernannt wurde. Dieses Amt hatte er bis 1788 und wieder 1792–96 inne. In der Verfassungsdebatte 1787/88 trat Willett als Anti-Föderalist hervor, also als Gegner der Ratifizierung. 1788 ließ er sich zur Wahl zum New Yorker Verfassungskonvent aufstellen, scheiterte jedoch wie alle anderen anti-föderalistischen Kandidaten, die in der föderalistisch dominierten Stadt New York antraten. Noch vor dem Konvent in Poughkeepsie soll er jedoch unter dem Einfluss der Fürreden John Jays seine Meinung geändert haben und sprach sich schließlich für die Ratifizierung aus.
1790 wurde er von Präsident Washington zum Unterhändler mit den Creek-Indianern ernannt und reiste im Mai des Jahres ins Siedlungsgebiet des Stammes im heutigen Alabama. Es gelang ihm, den Creek-Häuptling Alexander McGillivray, begleitet von 25 weiteren Häuptlingen und Kriegern, davon zu überzeugen, ihn nach New York zu begleiten. Der dort zwischen der Bundesregierung und den Creek ausgehandelte Vertrag von New York legte die Gebietsstreitigkeiten der beiden Vertragsparteien für einige Jahre bei.
In den folgenden Jahren zählte Willett dann zu den führenden Gestalten der aus den Anti-Föderalisten hervorgegangenen Demokratisch-Republikanischen Partei in New York. In den Machtkämpfen der drei rivalisierenden Fraktionen der Partei in New York – den Clintonians, den Livingstons und den Burrites – stand er Aaron Burr am nächsten, konnte sich mit den stets wechselnden Machtkonstellationen aber auch gelegentlich der Unterstützung der anderen Seiten erfreuen. 1792 wurde er so noch durch die Bildung einer vorübergehenden Allianz des Gouverneurs George Clinton mit dem Livingston-Clan wieder zum Sheriff des New York County ernannt, wohl vor allem, da beide Nat Lawrence, dem Wunschkandidaten Burrs, den Posten verwehren wollten. Bald darauf wurde jedoch offensichtlich, dass Willett selbst den „Burrites“ zuzurechnen war: 1792 versuchte Willett gemeinsam mit Melancton Smith, Burr als republikanischen Vizepräsidentschaftskandidaten an der Seite Thomas Jeffersons bei der Präsidentschaftswahl 1792 zu lancieren. In einem Brief versuchten sie die beiden Hauptstrategen der Republikaner, James Madison und James Monroe, davon zu überzeugen, statt Gouverneur Clinton Burr ins Rennen zu schicken, auch da dies im Sinne aller New Yorker Republikaner und auch Clintons selbst sei – dass dies aber tatsächlich dem Wunsch Clintons entsprach, darf bezweifelt werden.
Als Morgan Lewis, ein Mitglied des Livingston-Clans, 1807 zum Gouverneur des Bundesstaats New York gewählt wurde, verweigerte er dem amtierenden Bürgermeister der Stadt New York, DeWitt Clinton, Neffe George Clintons, die Wiederernennung und ernannte an dessen Stelle Willett zum Bürgermeister. Willetts Amtszeit war jedoch auf ein Jahr begrenzt – Lewis wurde bei der Gouverneurswahl 1808 nicht wiedergewählt, sein Nachfolger Daniel D. Tompkins vergab den Bürgermeisterposten wiederum an DeWitt Clinton. In den folgenden Jahren zählte Willett neben anderen ehemaligen Burrites wie Matthew L. Davis zum engeren Kern der Tammany Hall und prägte deren Entwicklung zur einflussreichsten, aber auch skandalträchtigsten politischen Seilschaft New Yorks, wenn nicht der amerikanischen Geschichte. Bei der Präsidentschaftswahl 1824 wurde er zu einem der New Yorker Wahlmänner gewählt und unterstützte aktiv die Wahlkampagne John Quincy Adams’.
Als Privatmann häufte er ein beträchtliches Vermögen an. Es stützte sich vor allem auf Ländereien und Häuser von Loyalisten, die 1783 auf Anordnung George Clintons konfisziert worden waren. Willett war neben John Lasher Treuhänder dieser Immobilien und vermochte einige in seinen eigenen Besitz zu bringen. Er starb 1830 in New York. Beerdigt wurde er auf eigene Verfügung in der typischen Montur der Patrioten im Unabhängigkeitskrieg. Sein Sarg war aus Holzstücken gezimmert, die er selbst auf verschiedenen Schlachtfeldern des Krieges gesammelt hatte.